# Знаменский скит
Знаменский скит — действующий православный скит Свято-Троицкого Серафимо-Дивеевского женского монастыря. Расположен в селе Хрипуново, Ардатовского района Нижегородской области, в 20 км от села Дивеево. До 1993 года Знаменская церковь.

## История
Село Хрипуново возникло в период царствования Ивана IV Грозного. Во время третьего похода на Казань в 1552 г. Иван Грозный со своим войском прошёл Муром и вторгся в мордовские земли. Между 1610 и 1653 годами в поместной деревне Хрипунове была построена однопрестольная деревянная церковь в честь образа Пресвятой Богородицы «Знамение» одной из наиболее почитаемых в русском православии икон.
В 1653 году село Хрипуново было куплено арзамасским городовым дворянином Иваном Артемьевичем Чаадаевым. В то время Хрипуново уже было селом с церковью, центром прихода для деревень Вилейки и Михеевки. Рядом с церковью был построен дом помещиков Чаадаеевых, ныне не сохранившийся.
В 1746 году Петр Васильевич Чаадаев, правнук Ивана Артемьевича, заменил обветшавшую к тому времени деревянную церковь на новую, тоже деревянную и однопрестольную.
В 1790-е годы Яковом Петровичем Чаадаевым было начато строительство пятипрестольного каменного храма вместо обветшавшей, деревянной церкви в честь Пресвятой Богородицы «Знамение». В связи со скоропостижной кончиной Якова Петровича в 1795 году строительство было продолжено его супругой Натальей Михайловной, урождённой княгини Щербатовой. Через два года, в 1797 скончалась и она, оставив двух малолетних сыновей, Петра и Михаила, которых воспитала её сестра княжна Анна Михайловна Щербатова. Строительства храма было завершено в 1817 году благодаря их опекуну князю Дмитрию Михайловичу Щербатову.
В 1819 году освящается главный Знаменский престол в холодном храме. В это же время к храму была пристроена каменная колокольня.
В середине 1834 года после отставки от службы и некоторого времени проживания в Москве наследник Михаил Яковлевич Чаадаев с женой Натальей Захаровной переезжает на постоянное жительство в родовое поместье Хрипуново Ардатовского уезда Нижегородской губернии. При нём ведется дальнейшее строительство храма: освящены престолы в честь святых равноапостольных Константина и Елены, Архистратига Михаила а также придел во имя святого апостола Иакова. Предположительно эти престолы были освящены до 1843 года. На куполе был установлен деревянный крест, обитый железом; стены и своды внутри церкви были расписаны.

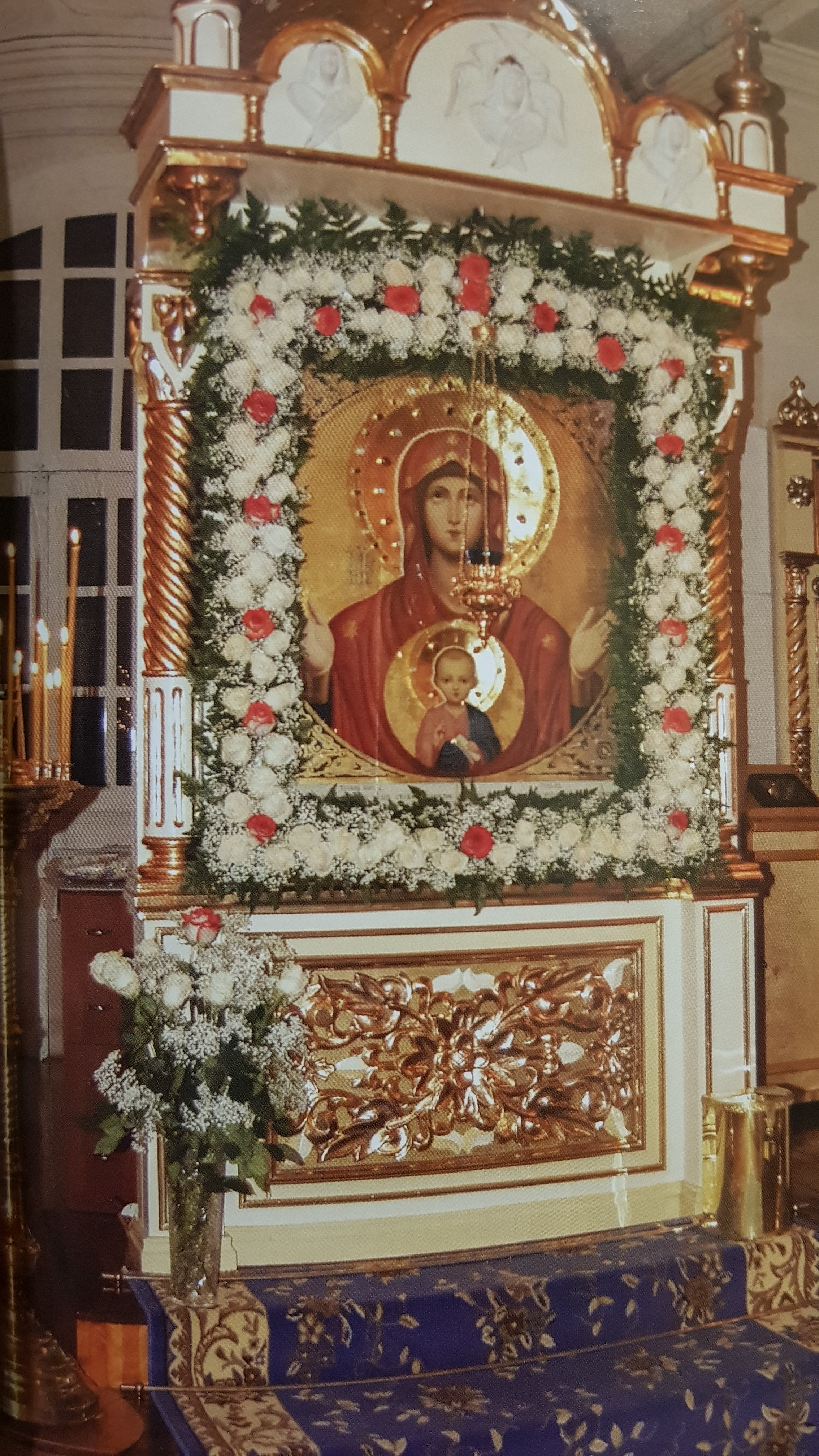
Икона Божией Матери «Знамение» в киоте.

Между 1885 и 1910 годами был перенесен в Хрипуново список с чудотворной Понетаевской иконы «Знамение». Эта икона была написана в 1879 году Клавдией Ивановной Войлошниковой, одной из сестер Серафимо-Понетаевского монастыря. По преданиям, предволожительно в 1903 году икону принесли в Хрипуново из села Понетаевка 3 июля крестным ходом.
В 1920-х годах Хрипуново охватила эпидемия гриппа, прозванного в народе «испанкой». Многие умирали, часто целыми семьями. В этой скорби прибегли к помощи чудотворной иконы «Знамение». Крестным ходом с иконой «Знамение» ходили на источник, служили молебен, обходили вокруг села и, заходя в дома, где страдали от болезни, служили сугубые молебны и кропили святой водой. Считается, что после этого многие больные получили облегчение и выжили, а эпидемия в селе прекратилась.
После закрытия Серафимо-Дивеевского монастыря в 1927 году некоторые сестры поселились в селе Хрипуново.
В иконоборчесткие времена так называемой «безбожной пятилетки» в 1937 году церковь закрыли и использовали как складское помещение для зерна. Иконы и церковная утварь были разграблены, лишь некоторые из них были сохранены местными жителями. Чтимую икону Божией Матери «Знамение» удалось сохранить, её забрали к себе в дом жившие в Хрипунове дивеевские монахиня Маврикия и рясофорная послушница Екатерина. Через несколько лет, когда у верующих стали отбирали или скупали за бесценок старинные иконы как культурные ценности, боясь, что икону могут отобрать силой, икону даже приходилось прятать, зарыв в землю, а после смерти матушек ещё много лет икону хранили по домам у жителей села.
Во времена атеистической пропаганды Хрущёва в марте 1961 года постановлением Совета министров СССР открытие и закрытие церквей целиком передавалось на усмотрение областных исполкомов. К тому времени здание церкви уже более двадцати лет как использовалось под склад. Местным управлением было решено снять с купола крест. По словам очевидцев, когда стягивали крест, привязав его веревками к трактору, была повреждена крыша над куполом. Образовалась дыра вызвавшая протекание крыши и дальнейшей разрушение купола и росписей которыми был покрыт свод и стены. К 1980-м годам храм был в плачевном состоянии, образовавшаяся дыра была накрыта временной конусообразной крышей, внутри жили голуби. Сначала здание церкви было использовано как зерновой склад, потом просто как склад райпо. Позднее здание церкви было окончательно заброшено и пустовало.
После распада СССР ослаб запрет на религию и по стране начали открывать церкви. В 1992 году жители села Хрипуново написали письмо Патриарху Алексию II с просьбой разрешить ремонт храма в Хрипунове. В сентябре 1993 года разрушенный Знаменский храм был передан Свято-Троицкому Серафимо-Дивеевскому монастырю при котором был открыт скит.
В декабре 1994 года в храм была перенесена чтимая икона «Знамение» Пресвятой Богородицы.
В 1994 и 1996 годах освящены престолы в честь святой равноапостольной княжны Ольги и преподобного Серафима Саровского. В 1995 году был восстановлен источник святых равноапостольных царей Константина и Елены.
В декабре 2005 года завершались работы в летней части храма, к этому времени было построено два сестринских дома В хозяйстве скита был коровник и 70 га обрабатываемой земли. В 2006 году в скиту проживало 30 насельниц.
30 мая 2013 года митрополит Георгий совершил Великое освящение левого придела церкви в честь иконы Божией Матери «Знамение». Придел был освящен в честь святых равноапостольных императора Константина Великого и его матери царицы Елены.